# Sticky Fingaz
Sticky Fingaz, pseudonimo di Kirk Jones (New York, 3 novembre 1973), è un rapper e attore statunitense.
Leader di fatto del gruppo Hardcore rap Onyx, Jones è ritenuto uno dei più importanti rapper di New York degli anni '90. L'elemento caratteristico del suo stile è rappresentato dalla voce cruda e aggressiva con cui scansiona le proprie rime. È un ottimo freestyler.

## Biografia

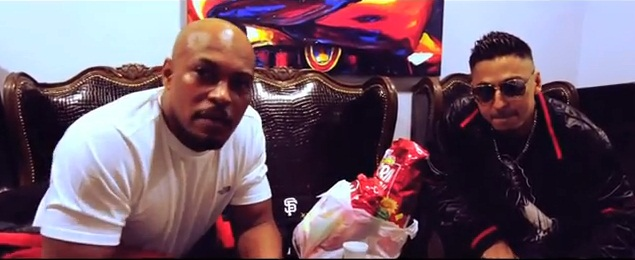
Stickyfingaz con il rapper italo-americano Duke Montana

Nato a Brooklyn, Sticky inizia la sua carriera di rapper nel 1991 come membro degli Onyx insieme al cugino Fredro Starr, a Sonsee e a Big DS. Nel 1993 il gruppo debutta con l'album Bacdafucup; l'album ha molto successo e vince alcuni dischi di platino, trainato dal successo del singolo Slam.
Nella sua carriera, Sticky ha pubblicato altri 4 album con gli Onyx, nonché 2 album da solista. Il primo di essi, Black Trash: The Autobiography of Kirk Jones, racconta la vita di Sticky e seguendo una storyline che termina con la morte del protagonista. L'album non ebbe il successo che meritava a parere della critica; in esso sono presenti featuring con Eminem, Raekwon, Redman, Rah Digga e Canibus. Nel 2003 esce il secondo album di Sticky, Decade "...but wait it gets worse", che ottiene meno successo e viene giudicato negativamente dalla critica. In questo album partecipano con dei featuring Omar Epps (Foreman in Dr. House) e Fredro Starr.
Sticky ha collaborato con vari artisti, tra cui Eminem (Remember Me? nell'album The Marshall Mathers LP e in What if I was White), Gang Starr (Full Clip Remix), Snoop Dogg (Buck 'Em nell'album No Limit Top Dogg), MC Eiht (The Rah Rah Nigga nell'album Underground Hero), Biohazard (New World Disorder), Pete Rock (Strange Fruit nell'album Soul Survivor), i Mobb Deep (The Infamous Archives), Dead Prez (Turn Off The Radio Vol. 2).
La sua passione più grande, oltre al rap, sono i fumetti, specialmente quelli della Marvel; i suoi preferiti sono gli X-Men.

## Discografia

### Con gli Onyx
- 1993: Bacdafucup
- 1995: All We Got Iz Us
- 1998: Shut 'Em Down
- 2002: Bacdafucup Part II
- 2003: Triggernometry
- 2008: Cold Case Files: Murder Investigation
- 2012: Cold Case Files Vol. 2
- 2014: 100% Mad
- 2014: #WAKEDAFUCUP (ft. Snowgoons)

### Da solista
- 2001: Black Trash: The Autobiography of Kirk Jones
- 2003: Decade "...but wait it gets worse"
- 2014: Sticky Fingaz: The Album

## Filmografia parziale

### Cinema
- Clockers, regia di Spike Lee (1995)
- Dollari sporchi (Dead Presidents), regia di Albert e Allen Hughes (1995)
- Black & White, regia di James Toback (1999)
- Leprechaun 6 - Ritorno nel ghetto (Leprechaun: Back 2 tha Hood), regia di Steven Ayromlooi (2003)
- Il volo della fenice (Flight of the Phoenix), regia di John Moore (2004)
- Cacciatori di zombi (House of the Dead 2), regia di Michael Hurst (2005)
- Breaking Point, regia di Jeff Celentano (2009)
- Oltre la legge (Once Fallen), regia di Ash Adams (2010)
- Motel (The Bag Man), regia di David Grovic (2014)

### Televisione
- The Shield - serie TV, 6 episodi (2002-2006)
- Law & Order: Criminal Intent - serie TV, 1 episodio (2005)
- Blade - La serie - serie TV, 12 episodi (2006)

## Videogiochi
- Rap Jam: Volume One (1995): Sticky Fingaz[1]
- Def Jam: Fight for NY (2004): Sticks (voce)
- Def Jam: Icon (2007): Wink (voce)

## Doppiatori italiani
Nelle versioni in italiano dei suoi lavori, Sticky Fingaz è stato doppiato da:
- Christian Iansante in NCIS: Los Angeles, Blue Bloods
- Francesco Pezzulli in The Shield (ep. 1x04, 1x11, 2x11, 5x10)
- Corrado Conforti in The Shield (ep. 3x01-3x02)
- Mauro Magliozzi in CSI: Miami (ep. 3x24)
- Roberto Draghetti in CSI: Miami (ep. 10x01)
- Roberto Pedicini in Blade - La serie